# 耶弗他

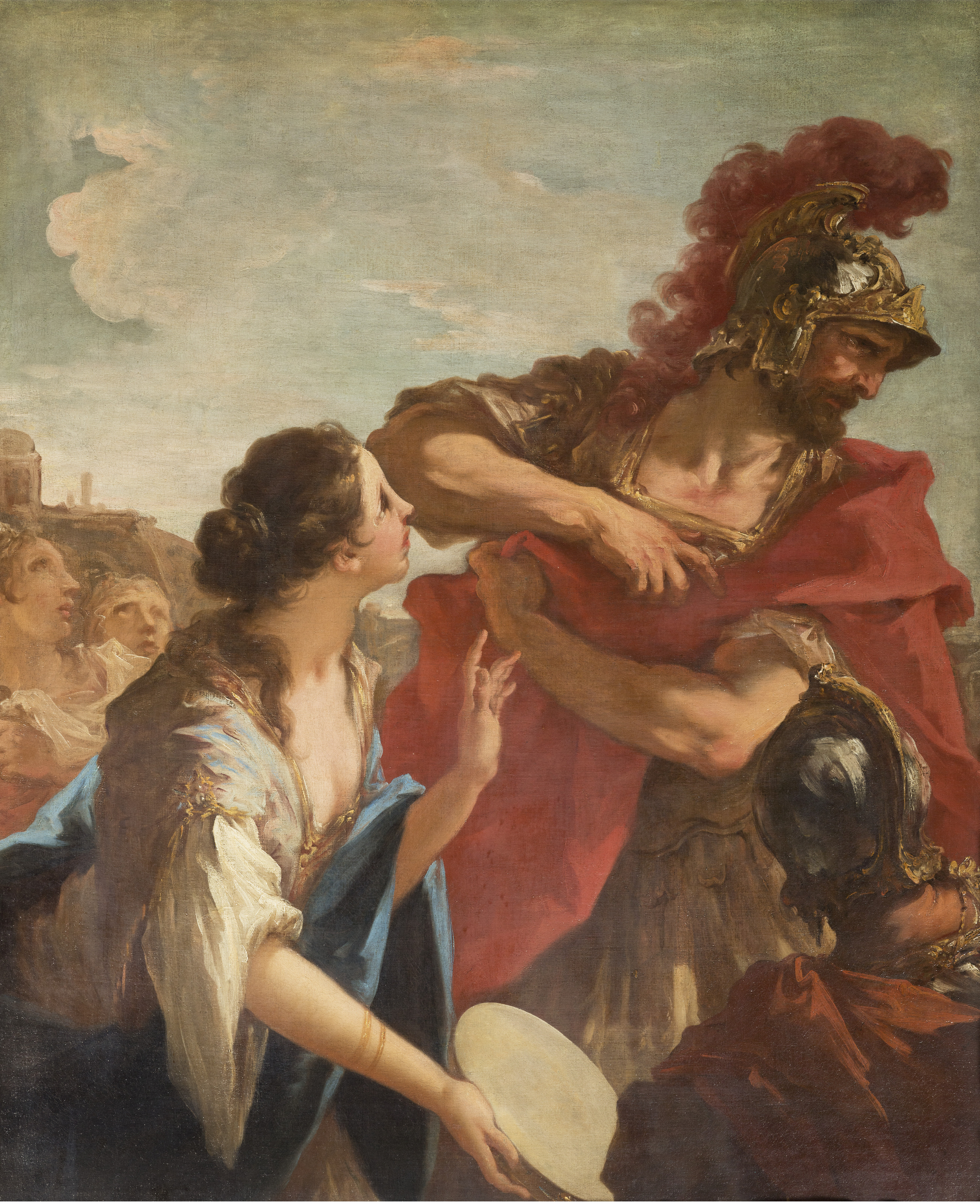
義大利畫家喬凡尼·安東尼奧·佩萊格里尼(1675年-1741年)的作品《耶弗他的歸來》

耶弗他 (英語發音：/ˈdʒɛfθə/，拼音也做Jephtha或Jephte; (希伯來語：‎, "Yifthaḥ";衣索比亞的阿姆哈拉语：ዬፍታሄ,"Yoftahe")。舊約聖經《士師記》中人物，在以色列擔任6年的士師(士師記12:7)。耶弗他的記載出現在《士師记》第10章第6節至第12章第7節。
耶弗他生活在基列，並且是瑪拿西半支派的成員，父親的名字也是基列，母親則是妓女。耶弗他主要事蹟是領導以色列人擊敗亞捫人，《士師記》記載，以色列人故態復萌，崇拜假神偶像，耶和華的怒氣再次向這個國家發作。百姓受亞捫人與非利士人擾害欺壓。以色列人召回被趕逐的耶弗他，要他帶領他們爭戰。在這個爭論中，誰是真正的審判官成了焦点问题。耶弗他説：“願審判人的耶和華今日在以色列人和亞捫人中間判斷是非”（《士師記》第11章第27节参）。
在戰事之前，耶和華的靈降在耶弗他身上，他就向耶和華許願，他若能夠從亞捫人那裏平平安安回來，他必定會將最先從他的家門出來迎接他的人歸於耶和華，将他献上为燔祭（《士師記》第11章第31节参）。耶弗他大大殺敗亞捫人。他返回米斯巴，到了自己的家，他的女兒最先走出來，興高采烈地迎接他贏得耶和華所賜的勝利。
女兒明白父親做了一個什麼樣的願，於是告訴耶弗他：「照你向上帝所許的願行吧！但求你允許我有兩個月的時間，與同伴哀哭我終身為處女。」後來這成了以色列人的習俗，兩個月滿後，父親就照所許的願，將女兒當燔祭獻上。後世試圖降解這段限制級劇情的個別註釋，轉而提出耶弗他只是令女兒「終身不嫁」，如作出家人。這既扭曲字面，也破壞敘事的上文下理；因原文許諾的確實是「燔祭（עוֹלָה）」，而耶弗他也「照樣而行」了。因女儿终身没有亲近男子，此后以色列中有个规矩，每年以色列的女子去为基列人耶弗他的女儿哀哭四天（《士師記》第11章参）。以法蓮人怨恨耶弗他沒有招他們同去與亞捫人爭戰。他們威脅耶弗他，後者惟有擊退他們。以法蓮人被殺的有4萬2000人，其中大部分是因為在過約旦河渡口時不能準確發音，正確地説出「示播列」而被擊殺。耶弗他繼續作以色列的士師六年（《士師記》第12章第6节参）。

## 参看
- 士師
- 士師記
- 舊约聖經
- 聖經
- 亞捫人
- 非利士人
- 以色列十二部族

## 文內注釋
| 耶弗他 瑪拿西支派／迦得支派 | 耶弗他 瑪拿西支派／迦得支派 | 耶弗他 瑪拿西支派／迦得支派 |
| --------------------------- | --------------------------- | --------------------------- |
| 前任者： 睚珥               | 以色列士師                  | 繼任者： 以比讚             |